# Metasphecia vuilleti
Metasphecia vuilleti är en fjärilsart som beskrevs av Le Cerf 1917. Metasphecia vuilleti ingår i släktet Metasphecia och familjen glasvingar. Inga underarter finns listade i Catalogue of Life.